# Celtic Woman: A New Journey
Celtic Woman: A New Journey – trzeci album zespołu Celtic Woman. Wydany 30 stycznia 2007 roku. Występ został nakręcony w zamku w Slane, w hrabstwie Meath, w Irlandii i przedstawiał Hayley Westenra jako nowy dodatek do grupy. Album zawiera występy wokalistek Chloë Agnew, Órla Fallon, Lisy Kelly, Méav Ní Mhaolchatha, Hayley Westenra, skrzypaczki Máiréad Nesbitt oraz harfistki Órli Fallon. 
Album osiągnął czwarte miejsce na liście Billboard 200 ze sprzedanymi 71 000 egzemplarzy w pierwszym tygodniu. Album zyskał status złotej płyty 29 marca 2007 roku (za sprzedaż ponad 500 tysięcy egzemplarzy), podczas gdy wideo osiągnęło status podwójnej platyny tego samego dnia (przez RIAA). Utwory zostały wydane na CD i DVD.

## Lista utworów
| Nr  | Tytuł                              | Wykonawca                                                                                   | Czas  |
| --- | ---------------------------------- | ------------------------------------------------------------------------------------------- | ----- |
| 1.  | "The Sky and the Dawn and the Sun" | Chloë Agnew, Órla Fallon, Lisa Kelly, Máiréad Nesbitt, Méav Ní Mhaolchatha, Hayley Westenra | 05:19 |
| 2.  | "The Prayer"                       | Chloë Agnew                                                                                 | 04:20 |
| 3.  | "Newgrange"                        | Órla Fallon                                                                                 | 03:07 |
| 4.  | "Over the Rainbow"                 | Chloë Agnew, Órla Fallon, Méav Ní Mhaolchatha                                               | 02:37 |
| 5.  | "Granuaile's Dance"                | Máiréad Nesbitt                                                                             | 03:40 |
| 6.  | "The Blessing"                     | Lisa Kelly                                                                                  | 03:49 |
| 7.  | "Dúlamán"                          | Méav Ní Mhaolchatha                                                                         | 03:05 |
| 8.  | "Beyond the Sea"                   | Chloë Agnew, Órla Fallon, Lisa Kelly, Máiréad Nesbitt, Méav Ní Mhaolchatha, Hayley Westenra | 03:20 |
| 9.  | "The Last Rose of Summer"          | Méav Ní Mhaolchatha, Hayley Westenra                                                        | 03:36 |
| 10. | "Caledonia"                        | Lisa Kelly                                                                                  | 04:49 |
| 11. | "Lascia Ch'io Pianga"              | Máiréad Nesbitt, Hayley Westenra                                                            | 03:31 |
| 12. | "Carrickfergus"                    | Órla Fallon                                                                                 | 03:43 |
| 13. | "Vivaldi's Rain"                   | Chloë Agnew                                                                                 | 02:11 |
| 14. | "The Voice"                        | Lisa Kelly, Máiréad Nesbitt                                                                 | 03:05 |
| 15. | "Scarborough Fair"                 | Hayley Westerna                                                                             | 03:13 |
| 16. | "Mo Ghile Mear"                    | Chloë Agnew, Órla Fallon, Lisa Kelly, Máiréad Nesbitt, Méav Ní Mhaolchatha, Hayley Westenra | 04:50 |

### Bonus w edycji deluxe
| Nr  | Tytuł                                                      | Wykonawca                                                                                   | Czas  |
| --- | ---------------------------------------------------------- | ------------------------------------------------------------------------------------------- | ----- |
| 17. | "Sing Out!"                                                | Chloë Agnew, Órla Fallon, Lisa Kelly, Máiréad Nesbitt, Méav Ní Mhaolchatha                  | 04:04 |
| 18. | "Shenandoah - The Pacific Slope" (na żywo z zamku w Slane) | Máiréad Nesbitt                                                                             | 04:43 |
| 19. | "At The Céilí" (na żywo z zamku w Slane)                   | Órla Fallon, Lisa Kelly, Máiréad Nesbitt, Méav Ní Mhaolchatha                               | 04:59 |
| 20. | "Spanish Lady" (na żywo z zamku w Slane)                   | Chloë Agnew, Órla Fallon, Lisa Kelly, Máiréad Nesbitt, Méav Ní Mhaolchatha, Hayley Westenra | 02:23 |

### Dodatkowy bonus do różnych cyfrowych wersji do pobrania
| Nr  | Tytuł                                       | Wykonawca  | Czas  |
| --- | ------------------------------------------- | ---------- | ----- |
| 21. | "Green The Whole Year Round" (Live Version) | Lisa Kelly | 04:04 |

### Bonus w japońskiej edycji
| Nr  | Tytuł                                       | Wykonawca                                                                                   | Czas  |
| --- | ------------------------------------------- | ------------------------------------------------------------------------------------------- | ----- |
| 17. | "Somewhere" (na żywo z zamku w Slane)       | Chloë Agnew, Órla Fallon, Lisa Kelly, Méav Ní Mhaolchatha                                   | 02:20 |
| 18. | "Sing Out!"                                 | Chloë Agnew, Órla Fallon, Lisa Kelly, Máiréad Nesbitt, Méav Ní Mhaolchatha                  | 04:04 |
| 19. | "Spanish Lady" (na żywo z zamku w Slane)    | Chloë Agnew, Órla Fallon, Lisa Kelly, Máiréad Nesbitt, Méav Ní Mhaolchatha, Hayley Westenra | 02:23 |
| 20. | "You Raise Me Up" (na żywo z zamku w Slane) | Chloë Agnew, Órla Fallon, Lisa Kelly, Máiréad Nesbitt, Méav Ní Mhaolchatha, Hayley Westenra |       |